# BioSUB
BioSUB var namnet på en försöksverksamhet med syftet att ta reda på mer om möjligheterna för ett långvarigt boende i undervattensmiljö. Försöket utfördes av australiensaren Lloyd Godson mellan 5 april och 17 april 2007, under försöket levde han i en specialbyggd undervattensbostad som var självförsörjande. Försöket sponsrades av Australian Geographical Society.